# Досназаров, Аллаяр Коразович
Аллаяр Коразович Досназаров (1896, аул № 10 в Чимбайском уезде Сырдарьинской области (ныне Караузякский район Каракалпакстан) — 8 декабря 1937, Ленинград) — партийный и государственный деятель Каракалпакстана.

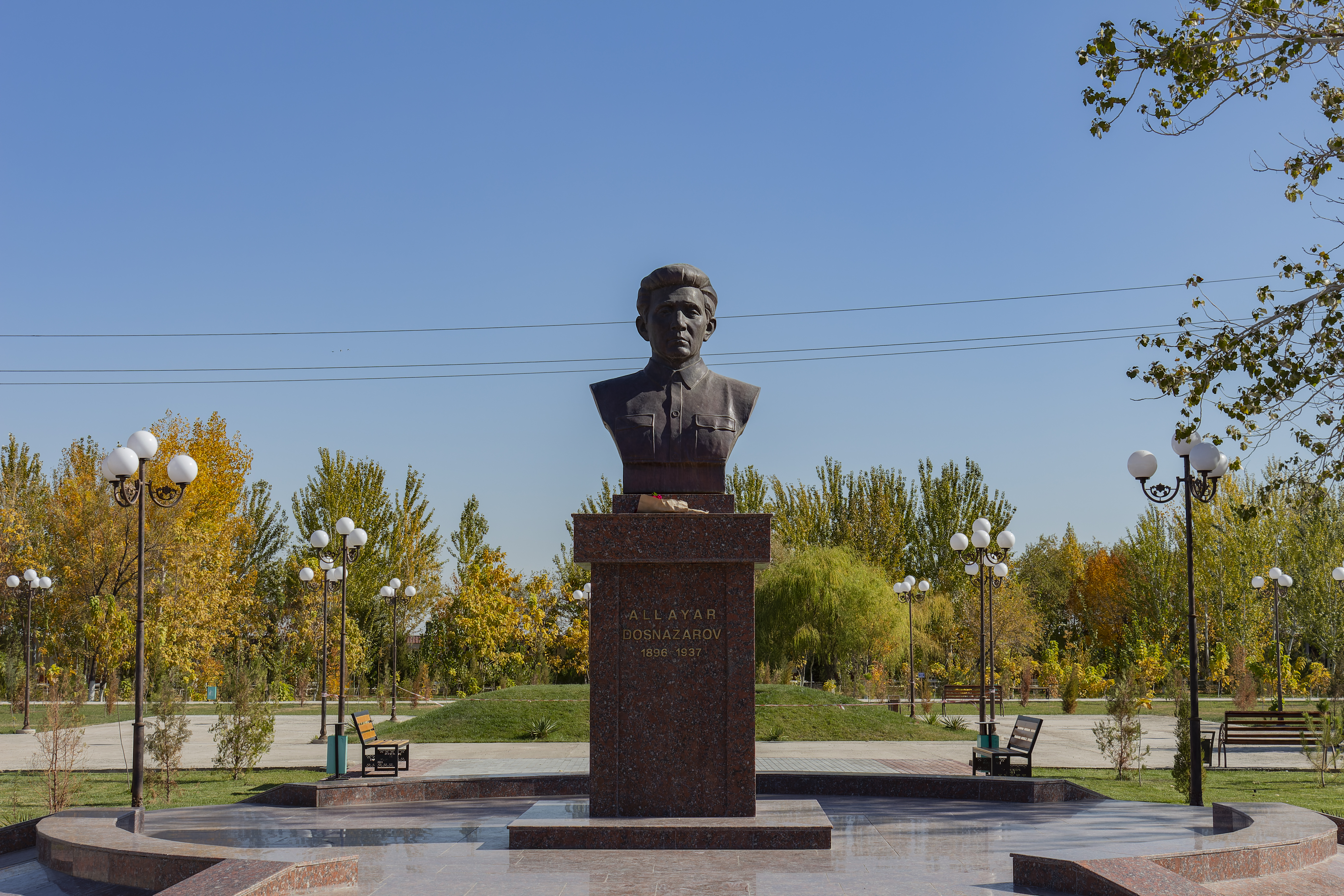
Бюст А. Досназарову в городе Нукус

## Биография
Каракалпак. Родился в семье — бедного дехканина. Работал чабаном, затем — с 13 лет работал чернорабочим на хлопкоочистительном заводе в Хиве. В 1914—1917 — кочегар, разнорабочий ряда предприятий г. Петрово-Александровска (ныне — Турткуль) Амударьинской области.
Член ВКП(б) с декабря 1918 года. Участник гражданской войны. В 1918—1921 — служил в 3-м, затем — 4-м полку 1-й Туркестанской армии РККА. Сражался на Восточном фронте, затем с басмачами. В 1919—1920 избирался председателем контрольной комиссии полка.
С августа 1921 по 1922 — учился в Коммунистическом Университете трудящихся Востока им. И. В. Сталина в Москве. Находясь на ответственных должностях, обращал особое внимание на подготовку кадров из лиц местных национальностей.
В 1922—1924 — первый секретарь Кунградского райкома ВКП(б), зав. отделом агитации и пропаганды Чимбайского уездно-городского комитета партии.
В 1924 — председатель Контрольной комиссии Амударьинского обкома Компартии Туркестана.
В 1924 — член Комиссии по национально-государственному размежеванию Средней Азии. В 1924—1925 — председатель Оргбюро по созданию Каракалпакской автономной области и обкома Компартии Каракалпакстана.
Государственную деятельность А. Досназаров начал с организации «Косшы», затем открывал краткосрочные курсы по подготовке кадров для народного хозяйства.
В 1925 — ответственный (первый) секретарь обкома коммунистической партии Каракалпакской Автономной области. В 1925 году активно участвовал в создании нового алфавита и привлечении старых кадров с целью обучении детей в школах. Явился инициатором создания новых учебников для школ. Из числа молодежи отправлял одаренных юношей и девушек на учебу в Ташкент и Москву. В 1925 году при его деятельном участии в городе Турткуле был организован Педагогический и Сельскохозяйственный техникумы.
В 1925—1926 — политический комиссар Управления милиции НКВД Каракалпакской АО.
В 1926—1930 — слушатель Среднеазиатского Коммунистического университета в Ташкенте, затем снова — в московском КУТВ, который и закончил в 1930 году.
В 1930—1931 — член коллегии ЦКК-Наркомата Рабоче-крестьянской инспекции Башкирской АССР.
С 1931 — заместитель управляющего трестом «Металлострой», г. Москва.
В январе 1935 был арестован. Военной коллегией Верховного суда СССР 8 апреля 1935 г. по ложному доносу заинтересованных лиц в участии в Тахтакупырском восстании 1929 года и в последующей контрреволюционной деятельности осужден по ст. 58-8 УК РСФСР на 10 лет лишения свободы. Отбывал наказание в Соловецкой тюрьме. Особой тройкой УНКВД ЛО 10 ноября 1937 г. приговорен по ст. ст. 58-8-11 УК РСФСР к высшей мере наказания.
Расстрелян 8 декабря 1937 г.